# Jessica Samuelsson
Jessica Marie Samuelsson (Saltsjö-Boo, 30 januari 1992) is een Zweeds voetbalspeelster die sinds 2017 als verdediger actief is bij Arsenal WFC in de FA Women's Super League.

## Carrière

### Clubs
Samuelsson begon haar carrière bij Smedby AIS in de Zweedse 2e Divisie. Ze tekende in 2010 een contract van drie jaar bij Linköpings FC in de Damallsvenskan maar werd bij aanvang van haar contract terug uitgeleend aan Smedby AIS. Toen ze een basisplaats kreeg bij Linköpings FC verlengde ze in november 2011 haar contract.
In 2013 werd ze een seizoen uitgeleend aan Melbourne Victory en won de W-League waarna ze in Australië uitgeroepen werd als Player of the Year 2014.
Op 18 augustus 2017 werd bekendgemaakt dat Samuelsson een contract getekend had bij Arsenal WFC.

### Nationaal elftal
Samuelsson debuteerde op 22 november 2011 in een vriendschappelijke wedstrijd tegen Canada in de Algarve Cup die door Zweden met 2-1 verloren werd. Coach Pia Sundhage selecteerde haar vervolgens voor het nationaal elftal voor het Europees kampioenschap voetbal vrouwen 2013 in Zweden en het wereldkampioenschap voetbal vrouwen 2015 in Canada.
In 2016 won Samuelsson zilver met het nationaal elftal op de Olympische Zomerspelen 2016 in Rio de Janeiro. Op het Europees kampioenschap voetbal vrouwen 2017 in Nederland bereikte Zweden met Samuelsson de kwartfinales waar ze met 2-0 verloren van gastland Nederland dat uiteindelijk voor de eerste maal Europees kampioen werd.
In een kwalificatieduel voor het wereldkampioenschap voetbal vrouwen 2019 tegen Hongarije op 24 oktober 2017 geraakt Samuelsson zwaar geblesseerd aan de ligamenten van haar voet waardoor ze meer dan zes maanden buiten strijd was.

## Erelijst
- 2013/14: Winnaar Australische W-League
- 2013/14, 2014/15: Winnaar Zweedse beker
- 2015, 2016: Winnaar Zweedse Supercup
- 2016: Winnaar Zweeds landskampioenschap (Damallsvenskan)
- 2016: Zilveren medaille op de Olympische Zomerspelen 2016